# Hekker Zek
A Hekker Zek (eredeti cím: Zeke's Pad) kanadai–ausztrál televíziós 2D-s számítógépes animációs sorozat, amelyet Liz Scully alkotott. Kanadában a YTV vetítette, Ausztráliában a Seven Network sugározta, Magyarországon korábban a Megamax, később a C8 adta, 2021 őszétől a Minimax adja.

## Ismertető
A főhős egy 14 éves fiú, akinek neve Zeke Palmer és aki egy valódi művész. Zeke rajzművei elképzelhetetlenül élethű rajzok. Azonban egyszer egy napon a rajzai valójában is életre kelnek. Ez akkor történik, amikor Zeke rátalál egy elektronikával rendelkező titokzatos rajzpadra. Kinyomozza, hogy amit lerajzol, legyen az bármi is, az valóban is élőlényt vagy igazi tárgyat fog ölteni. Így aztán Zeke bármit is lerajzolhat, ami éppen csak jól esik neki, de közben sajnos arra is rá kell jönnie, hogy máshogy fog alakulni minden, mint, ahogy szeretné ő azt.

## Szereplők
| Szereplő              | Eredeti hang        | Magyar hang    | Leírás                                                           |
| --------------------- | ------------------- | -------------- | ---------------------------------------------------------------- |
| Zeke (Ezekiel) Palmer | Michael Adamthwaite | Czető Roland   | a történet főhőse, aki egy tehetséges, és kreatív 14 éves művész |
| Jay (Jayden) Fritter  | Tim Hamaguchi       | Szalay Csongor | Zeke legjobb barátja.                                            |
| Rachel Palmer         | Chiara Zanni        | Molnár Ilona   | Zeke húga, aki 12 éves és bosszantó.                             |
| Ike (Isaac) Palmer    | Trevor Devall       | Előd Botond    | Zeke Testvére, aki 17 éves.                                      |
| Ida Palmer            | Tabitha St. Germain | Náray Erika    | Zeke anyukája                                                    |
| Alvin Palmer          | Trevor Devall       | Holl Nándor    | Zeke apukája                                                     |
| Maxine Marx           | Tabitha St. Germain | Czető Zsanett  | Zeke barátnője                                                   |

## Epizódok
| #   | Magyar cím               | Eredeti cím                |
| --- | ------------------------ | -------------------------- |
|     |                          |                            |
| 01. | Azt eszel, amit rajzolsz | You Art What You Eat       |
|     |                          |                            |
| 02. | A nagy kép               | The Big Picture            |
|     |                          |                            |
| 03. | Gyors rajz               | Fast Draw                  |
|     |                          |                            |
| 04. | A menőség művészete      | The Art of Cool            |
|     |                          |                            |
| 05. | Összerajzolva            | Drawn Together             |
|     |                          |                            |
| 06. | Szkeccselj ebet          | Fetch a Sketch             |
|     |                          |                            |
| 07. | Tiszta ház               | Clean Slate                |
|     |                          |                            |
| 08. | Hevenyészett apróságok   | A Little Sketchy           |
|     |                          |                            |
| 09. | Egy ifjú művész portréja | Portrait of a Young Artist |
|     |                          |                            |
| 10. | Végkövetkeztetések       | Drawing Conclusions        |
|     |                          |                            |
| 11. | Családi portré           | Family Portrait            |
|     |                          |                            |
| 12. | A tábla királya          | King of the Pad            |
|     |                          |                            |
| 13. | Szkeccskomédia           | Sketch Comedy              |
|     |                          |                            |
| 14. | Lányos gondok            | Gender Render              |
|     |                          |                            |
| 15. | Szeretettel ecsetelve    | Brush with Love            |
|     |                          |                            |
| 16. | Szülinapi mizéria        | Gifted Artist              |
|     |                          |                            |
| 17. | Izgága élet              | Unstill Life               |
|     |                          |                            |
| 18. | Művészet dalban          | Wherefore Art Thou         |
|     |                          |                            |
| 19. | Művészi svindli          | Artful Dodger              |
|     |                          |                            |
| 20. | Kimerítő ünnepek         | Drawn out Holiday          |
|     |                          |                            |
| 21. | Óriási művészet          | Art is Bigger than Life    |
|     |                          |                            |
| 22. | Paradicsomi kép          | Picture of Paradise        |
|     |                          |                            |
| 23. | Mintacsalád              | Model Family               |
|     |                          |                            |
| 24. | Szerencsés húzás         | Luck of the Draw           |
|     |                          |                            |
| 25. | Deszkás verseny          | Board Strokes              |
|     |                          |                            |
| 26. | Zeke kéglije             | Zeke’s Pad                 |